# Chelichnus

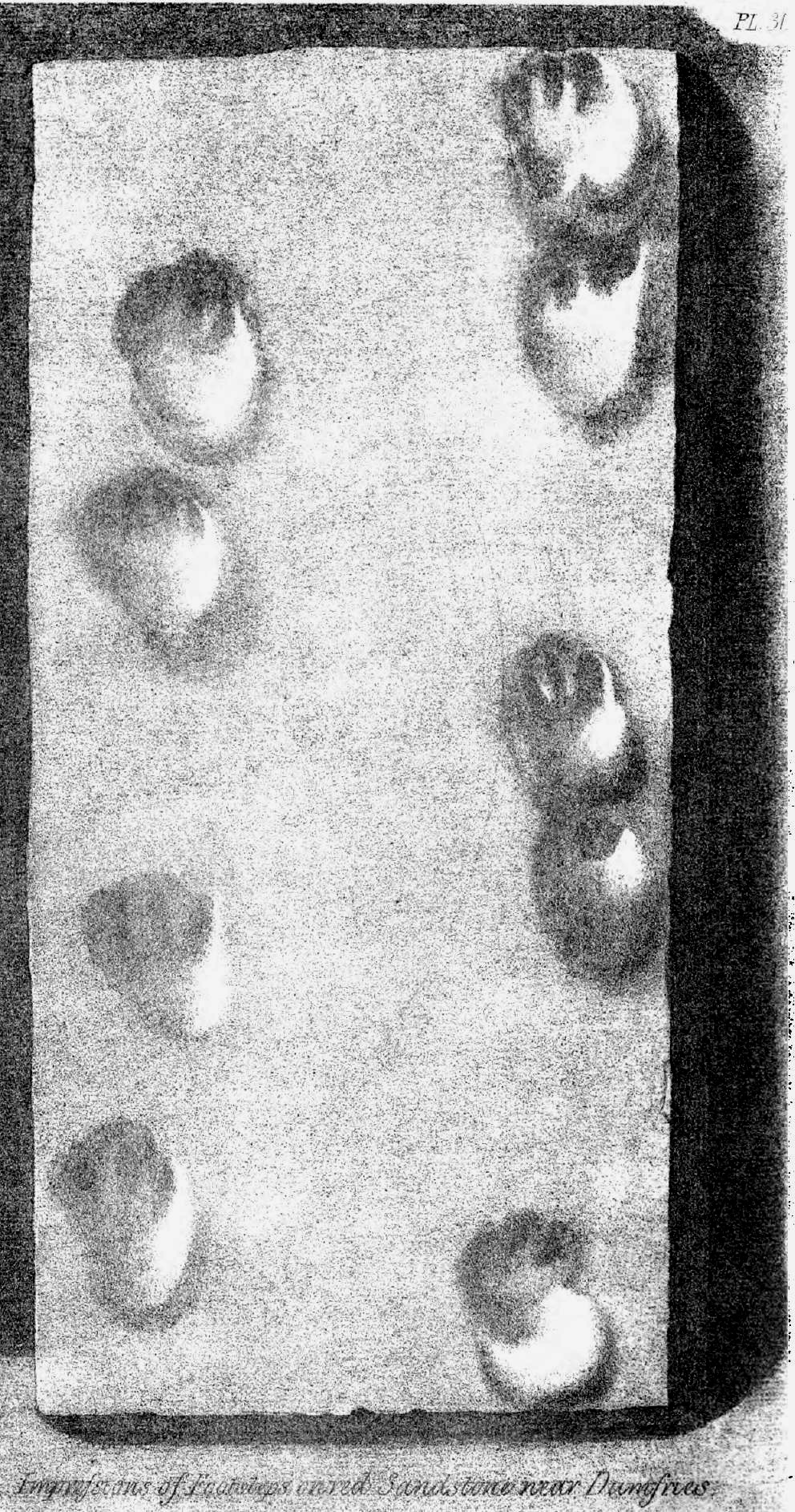
Abguss der in den 1820er Jahren in Schottland entdeckten Chelichnus-Spuren. Aus Buckland, 1858.

Chelichnus ist eine fossile Fußspur, die 1831 aus dem Perm von Schottland beschrieben wurde. Damit gilt sie als die erste fossile Wirbeltier-Fußspur, die eine wissenschaftliche Beschreibung erhielt. Der englische Geologe und Paläontologe William Buckland zeigte bereits in den 1820er Jahren, dass die Spuren von Schildkröten hinterlassen worden sein könnten, indem er lebende Schildkröten über einen Teig laufen ließ. Die Spurengattung Chelichnus („Schildkröten-Spur“) wurde 1850 von William Jardine aufgestellt. Heute ist bekannt, dass der Erzeuger von Chelichnus nicht unter den Schildkröten, sondern unter den säugetierähnlichen Reptilien (Synapsida) zu suchen ist; möglicherweise handelt es sich um die Spur eines Caseiden.
Heute werden Chelichnus zahlreiche weitere Spuren aus Europa und Nordamerika zugeschrieben. Die Fußspur tritt stets innerhalb der Ablagerungen von Sanddünen auf; das Habitat des Spurenerzeugers waren folglich Wüsten. Die Kombination von Chelichnus und Dünenablagerungen wird auch als Chelichnus-Ichnofazies bezeichnet. Sehr ähnliche Spuren finden sich in deutlich jüngeren Dünenablagerungen der Obertrias und des Unterjura in Nord- und Südamerika, was darauf hinweist, dass die spezielle Fußform des Chelichnus-Erzeugers eine Anpassung an die Fortbewegung auf losem Sand darstellt und sich bei verschiedenen Gruppen unabhängig voneinander entwickelt hat.